# Bar (Černá Hora)
Bar (v srbské cyrilcii Бар, italsky Antivari, albánsky Tivari) je město na černohorském pobřeží Jaderského moře. Se svými 13 503 obyvateli patří k větším městům v zemi. Je známé především díky svému přístavu.

## Přírodní poměry
Bar se nachází v jižní části Černé Hory, na jaderském pobřeží, při Barském zálivu (srbsky Barsko sidrište). Vymezují jej na břehu Mys Ratac a Mys Volujica. Město se rozvinulo v úrodné a historicky částečně podmáčené rovině při moři v moderní době; zástavba přechází i do okolní zvlněné krajiny a hor. Hlavní město Podgorica leží cca 50 km od Baru po silnici (nikoliv vzdušnou čarou).
Zhruba 8 km východně od města se nachází hora Rumija (1594 m n. m.), jež by se dala považovat za nejvyšší horu jižní části Černé Hory. Kromě toho je Bar obklopen několika dalšími pohořími, např. Sutorman s vrcholem Široka strana (1185 m n. m.) nebo Lisinj s vrcholem Loška (1353 m n. m.)
Městem neprotéká žádná větší řeka, tečou přes jeho území ale říčky Željeznica (severně od středu města) a Rena.

## Název
Název města je pravděpodobně neslovanský a pochází z italského, resp. latinského názvu Antivari. To označuje místo naproti (anti-) italskému městu Bari (přes Jaderské moře).

## Historie
V 10. století je poprvé připomínán tzv. Stari Bar. Dle archeologických průzkumů však lze předpokládat, že lokalita tehdejšího Starého Baru byla osídlena již od dávnověku. Jeden z místních olivovníků je starý přes 2000 let a předpokládá se, že zde byl zasazen již v době, kdy zde nějaké sídlo existovalo.
Dle Konstantina VII. Porfyrogenneta po výpadu Avarů došlo k devastaci řeckých a římských osad. Ti, kteří přežili, se uchýlili do dobře bránitelných horských oblastí, mezi které patřilo i místo dnešního města Bar. Byzantinci sem často činili výpady, byť neúspěšné (např. v roce 1042). V neznámé době se město stalo součástí státního útvaru s názvem Duklja. Někteří dukeljští vládci také v tehdejším Baru žili. V 11. století se ze Starého Baru stalo hlavní město knížectví Zeta. Od konce téhož století zde potom sídlilo i římskokatolické arcibiskupství. Starý Bar měl tehdy svojí pevnost a podhradí, byl obehnán hradbami. Město se nacházelo zhruba 5 km od jaderského pobřeží, kde se nacházel přístav Pristan.

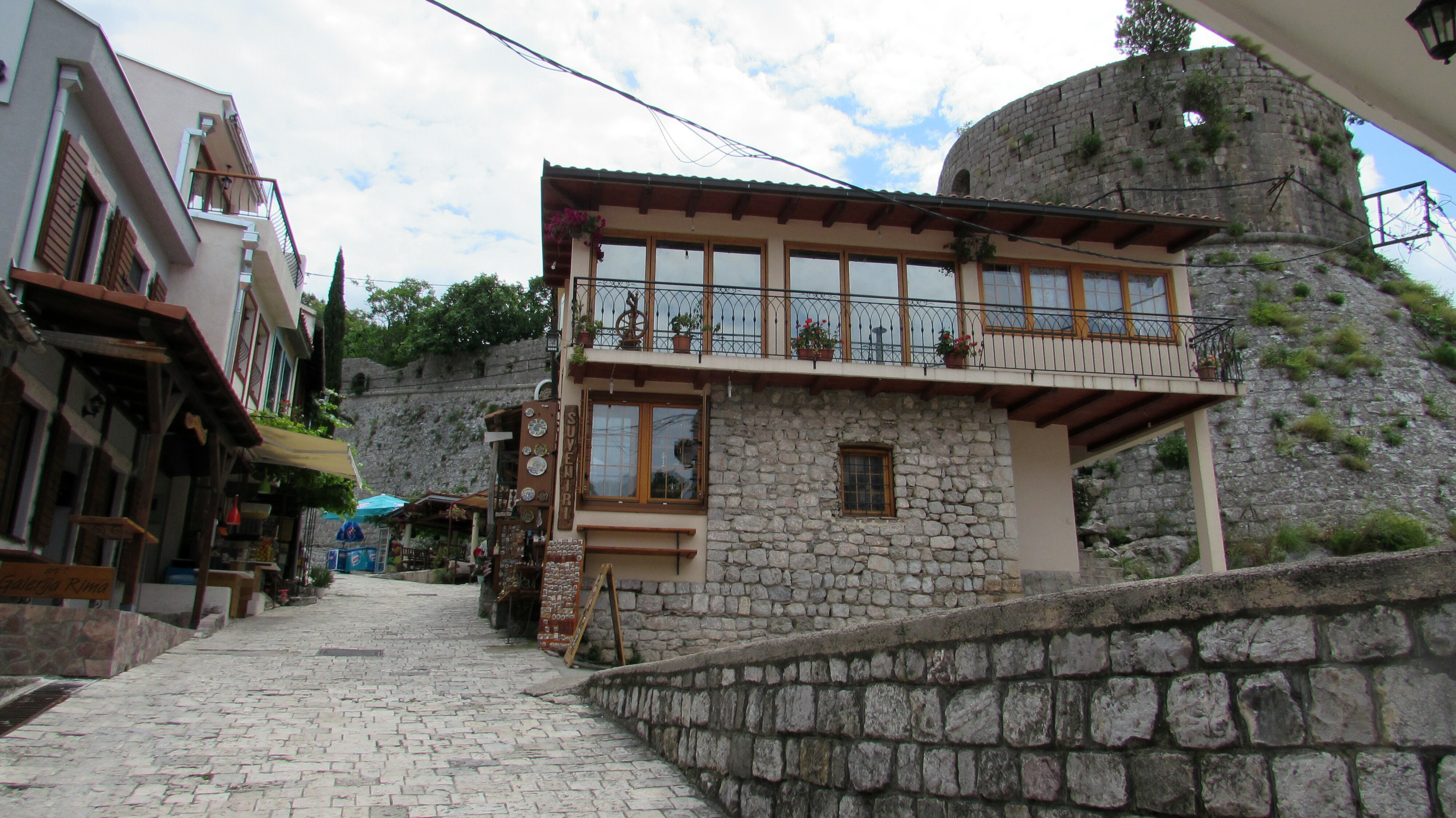
Starý Bar v pohoří Sozina.

Během středověku byly v Baru raženy měděné mince, tzv. folary. V časech vlády dynastie Balšićů zde byly raženy i stříbrné mince. V polovině 13. století mělo město ve svém čele knížete, (latinsky comes), který byl nositel suverenity města. Ve 14. století zde existovala Velká rada (latinsky Maius et generale consilium), proti níž byla roku 1372 zřízena i Malá rada. Město nejprve patřilo Byzantské říši (jako část thematu Dalmácie), později bylo pod správou knížectví Duklja, poté nějaký čas opět bylo v rukách Byzantinců. Roku 1183 se stalo součástí říše Štěpána Nemanji. V letech 1405, 1412–1421 jej spravovala dynastie Balšićů. V letech 1421 až 1441 byl součástí Srbského despotátu. V letech 1441–1443 připadlo Stefanu Vukčićovi Kosačovi. Až do roku 1571 jej pak spravovala Benátská republika, poté jej získala Osmanská říše.
Město Bar však mělo v rámi Turecka zachována četná privilegia, která mu potvrdil sultán Murat III. defnerem, který vydal roku 1583. Tato privilegia vycházela z dohody, na základě které Benátská republika město Turkům vydala bez boje.
Dne 10. ledna 1878 připadl Bar Černé Hoře. Vzhledem k tomu, že Boka Kotorská tehdy byla součástí Rakousko-Uherska, byl Bar jediným sídlem v blízkosti jaderského pobřeží. Získáním takové lokality mohla černohorská vláda pomýšlet na zintenzivnění obchodních aktivit. Díky tomu se tak začalo rozvíjet současné město, tzv. Nový Bar, který se nachází přímo na mořském pobřeží. Vzhledem k tomu, že získání Baru z osmanských rukou neproběhlo bez boje, byla značná část tehdejších domů (Starého Baru) poničena, což dále urychlilo výstavbu nového města v lokalitě tehdejšího přístavu, resp. malé osady (Pristan).
Byla zde zřízena kapetanie v rámci Přímořské nachie. Po obyvatelstvu muslimského vyznání, které odešlo, přišli kolonisté z jiných částí Černé Hory. To, co získali, bylo označováno jako tzv. Mudžahedinska imanja a jednalo se především o pozemky v oblasti dnešního města, kde byl odstraněn původní močál. Na podzim roku 1878 zde byla otevřena základní škola a o rok později i první pošta. Založena byla také čítárna. Vybudována byla silnice směrem k Virpazaru (Skadarskému jezeru), která byla do roku 1906 prodloužena až do Ulcinje. Teprve až roku 1908 schválila černohorská Rada ministrů název města v současné podobě.
Na začátku 20. století byly realizovány některé investice italských firem. Byla podepsána smlouva o výstavbě železnice do Virpazaru (1906). O dva roky později vyjely z Baru první vlaky. Roku 1912 byl zbudován v Baru moderní přístav, roku 1909 zde byla otevřena první banka a hotel. Nacházela se zde druhá elektrárna na území Černé Hory a vznikl tu také první sportovní klub. V roce 1904 zde průkopník technologie rádia, Guglielmo Marconi, uskutečnil první radiové spojení do italského Bari.

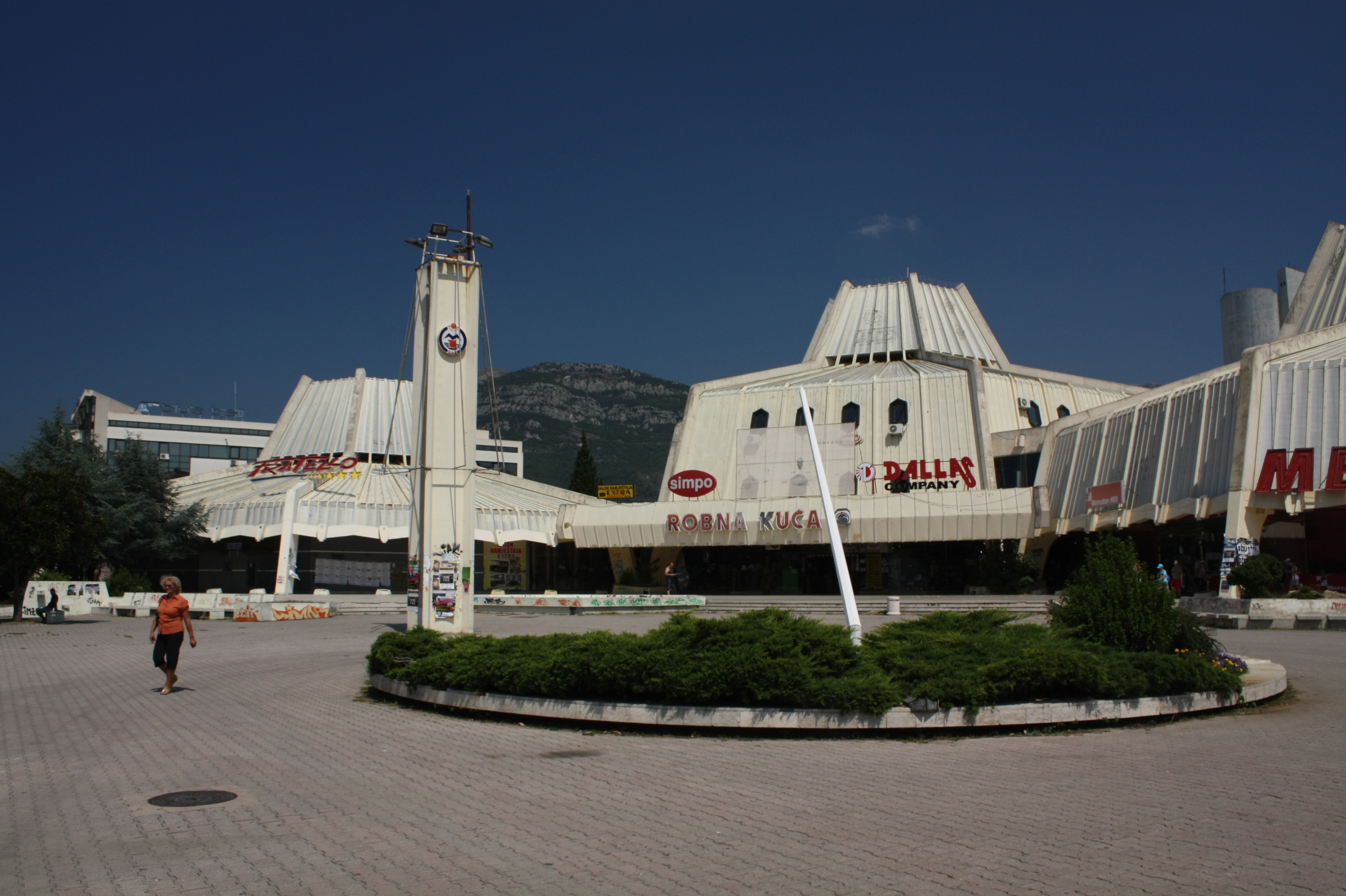
Střed města.

Po vypuknutí první světové války byl námořním svazem Dohody u Baru zastižen rakousko-uherský lehký křižník SMS Zenta. Následně byl v námořní bitvě potopen. Město se nachází 180 km od Otrantského průlivu, a proto mělo strategický význam pro přístup Rakousko-Uherska k Středozemnímu moři.
Během meziválečného období se rozvíjel turistický potenciál města. Vznikly zde další dva hotely – Dekleva a Jugoslavija. V roce 1937 byla do Baru postavena moderní silnice z Kotoru a v roce 1940 byla slavnostně zahájena první letecká linka z Bělehradu.
13. července 1941 vypuklo v Baru povstání komunistických partyzánů proti italským fašistům, kteří okupovali černohorské pobřeží. Přesto se však partyzánům hned napoprvé získat Bar nepodařilo.
Během války se v Baru nacházel tábor pro válečné zajatce.
Po bojích byl Bar značným způsobem poničen.
Město bylo následně obnoveno během existence socialistické Jugoslávie. Byla zde vybudována moderní trať do Bělehradu (která zahájila provoz v 50. letech, a roku 1976 byla napojena na celojugoslávskou síť), v centru města bylo vybudováno sídliště s vysokými obytnými domy. V jeho středu vzniklo náměstí a brutalistní obchodní dům. Namísto úzkých ulic byly zřízeny čtyřproudé třídy svírající k sobě pravé úhly. V blízkosti města byly postaveny závody na výrobu limonád, zpracování ovoce, těžbu kamene apod.
Roku 1976 byla původní osada, která pamatovala období předání města do černohorských rukou (osada Pristan) zbořena v souvislosti s rozšiřováním místního přístavu. Ten byl jedním z klíčových v rámci tehdejší Jugoslávie a jeho existence i význam přilákavaly do města další obyvatele. Díky tomu počet obyvatel Baru dosáhl v období závěru existence jugoslávského státu téměř deset tisíc lidí.
Roku 1979 poničilo město zemětřesení.
V druhé dekádě 21. století se v souvislosti s vysokými dluhy na infrastrukturních projektech (např. dálnic) diskutovalo o možnosti, že by přístav v Baru získaly do správy čínské společnosti.

## Obyvatelstvo
Ve městě Bar žilo dle sčítání lidu z roku 2011 17 727 obyvatel. Průměrný věk zde činí 36 let, celkem na území města existuje 4449 domácností. Po roce 2000 se projevuje postupný pokles počtu obyvatel města. V letech 1981 bylo v jugoslávských sčítáních lidu napočítáno 6 742 osob, o deset let později již 10 848 obyvatel.
Národnostní struktura sídla je následující: 46,5 % obyvatel se hlásí k černohorské národnosti, 25,34 % potom k srbské, albánská národnost je zastoupena 5,98 %. Značné je zastoupení také slovanských muslimů, resp. Bosňáků.

## Kultura

### Pamětihodnosti

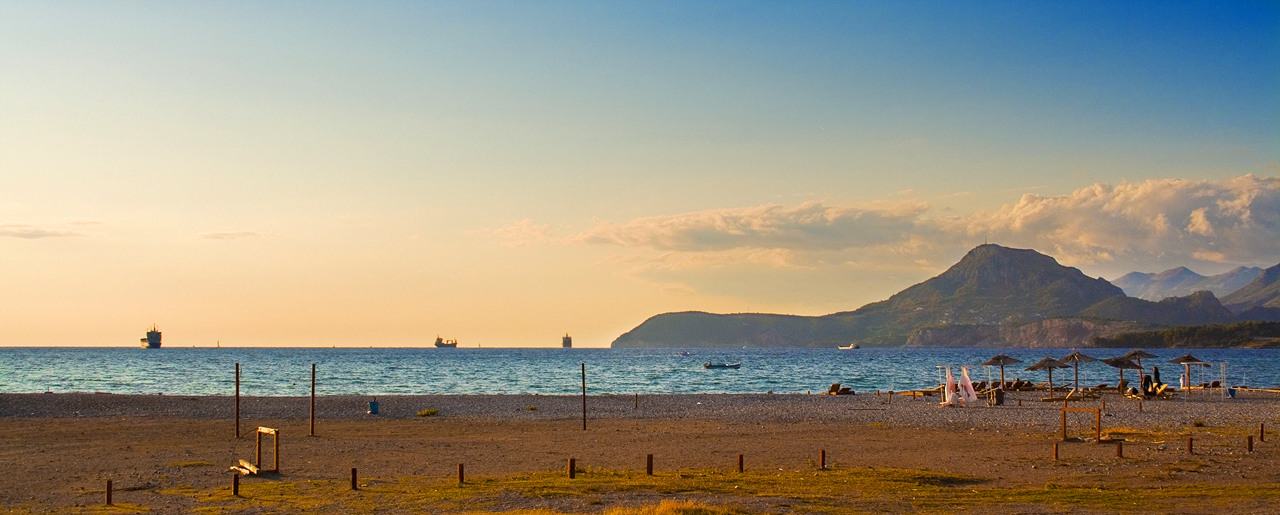
Městská pláž.

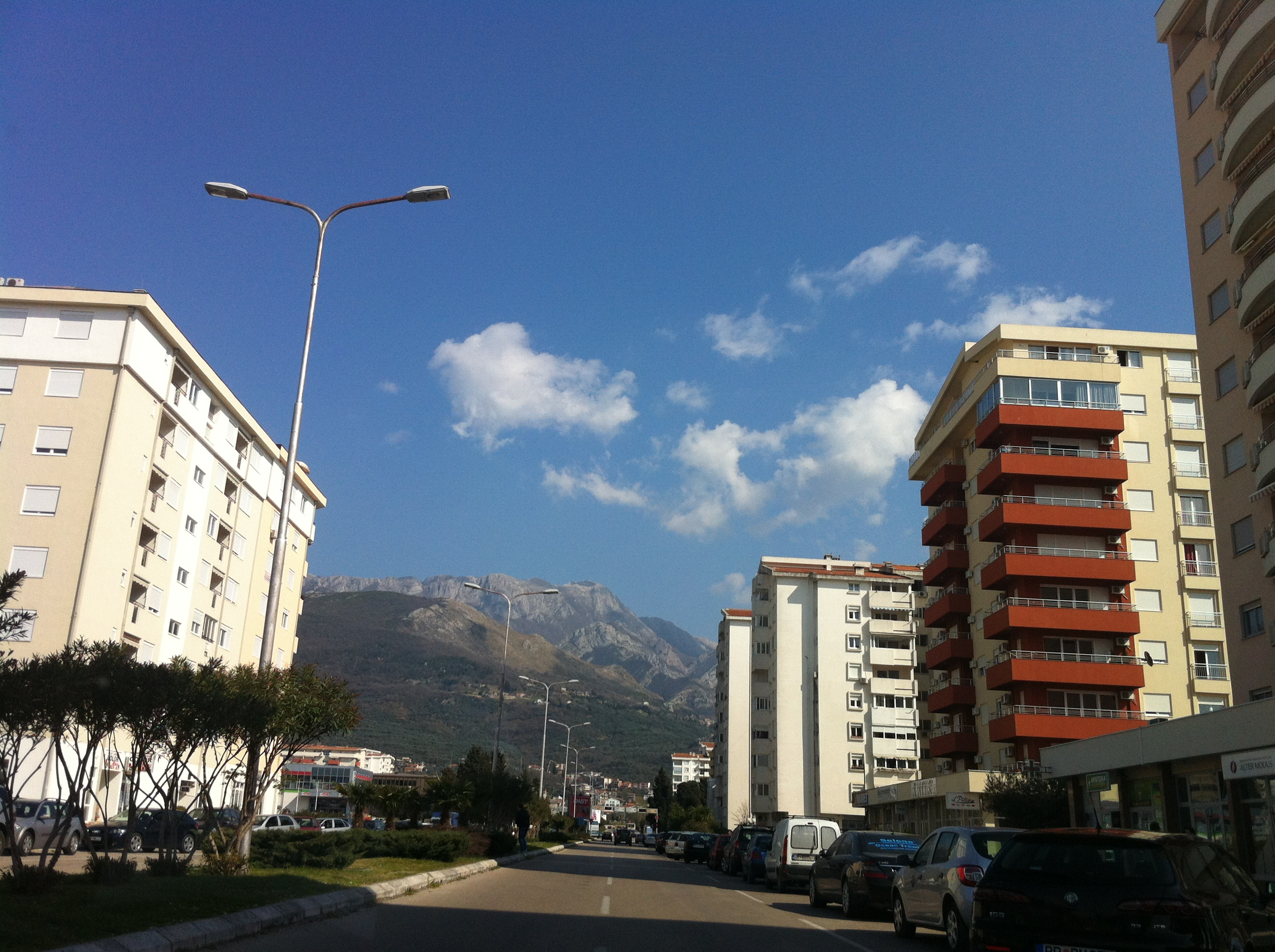
Domy ve městě.

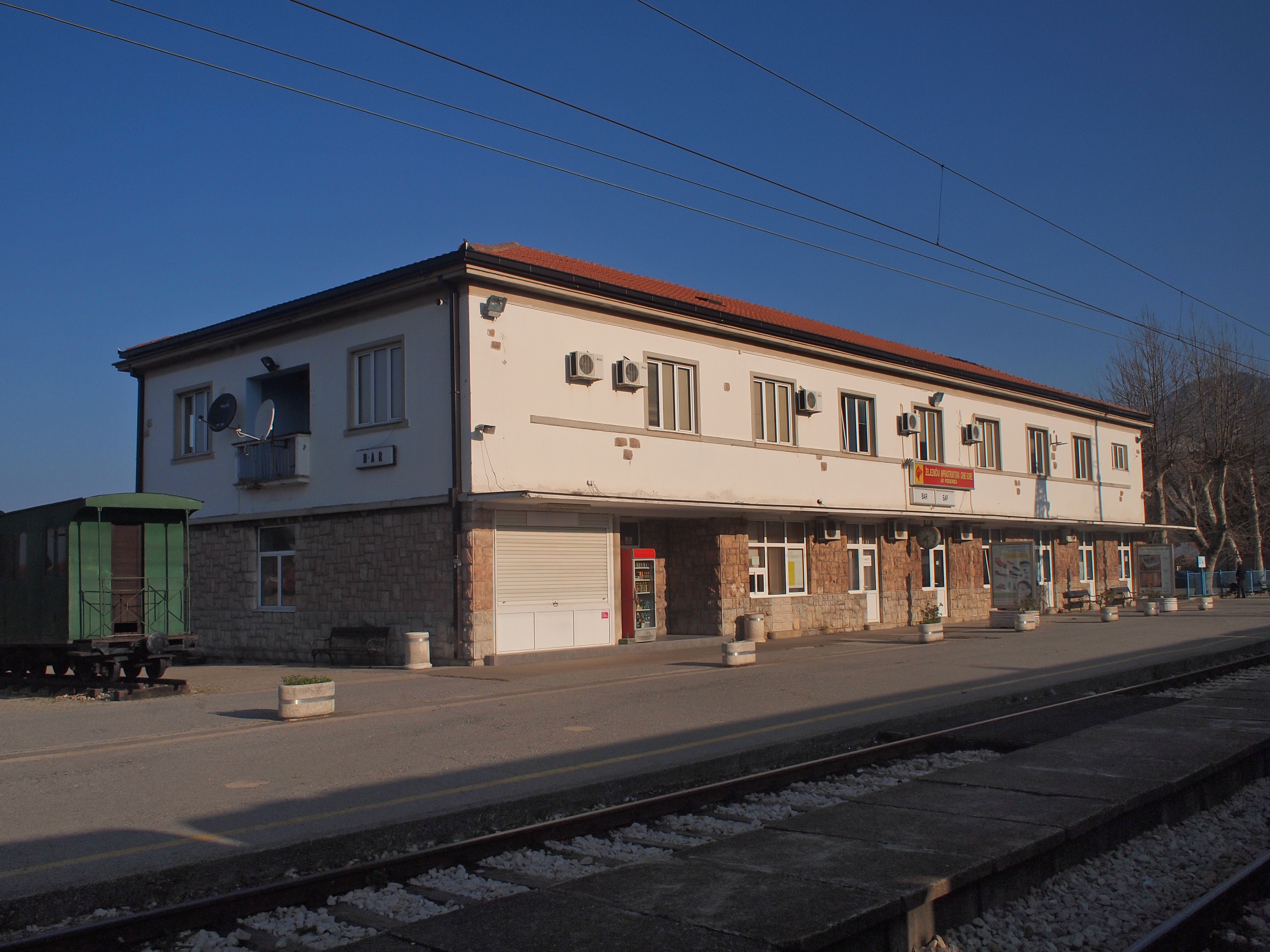
Železniční stanice.

Ačkoliv je Bar především moderním městem, dochovala se zde celá řada historických památek a staveb. Turisty je hojně navštěvován tzv. Starý Bar, který leží několik kilometrů východně od středu současného města.
Na území dnešního města stojí také mimo jiné i vila Topolica, původně rezidence černohorského krále Nikoly.
Kostel sv. Jovana Vladimíra, který je velmi nápadný a stojí v samotném středu města, je novodobou stavbou. V okolí města se nicméně nachází řada dalších, starších pravoslavných kostelů. Novodobá je rovněž i Konkatedrála sv. Petra apoštola (katolický chrám.
Ve středu města stojí také dům kultury (srbsky Dom kulture), který nese název po partyzánském bojovníkovi Vladimiru Popovićovi. Kromě toho se zde nachází také budova knihovny (Národní knihovna Iva Vučkoviće) a Regionální muzeum (srbsky Zavičajni muzej Bar). V Baru stojí také jedna galerie, která je pojmenována po Valeriji A. Lekovićovi.

### Kulturní akce
Nejvýznamnější kulturní akcí ve městě je Barski ljetopis, který se pravidelně pořádá v červenci a srpen. Jeho součástí jsou různá představení, koncerty, výstavy nebo představení nových knih. V říjnu se potom koná Mezinárodní televizní festival (srbsky Internacionalni TV festival), během něhož jsou představeny televizní pořady z celého světa. Setkání pod starým olivovníkem (srbsky Susreti pod starom maslinom) představují listopadovou prezentaci dětských prací.

## Ekonomika
Město je jedním z hlavních přístavů Černé Hory na jaderském pobřeží. Slouží jak pro osobní, tak ale převážně i pro nákladní dopravu. Samotný přístav zabírá celkem 3,1 km mořského pobřeží, má rozlohu 800 ha a lodě kotví na ploše o rozloze 200 ha. Ročně jsou zde přeloženo 4 milionů tun zboží.
Jedním z hlavních zaměstnavatelů v Baru a okolí je potravinářský podnik Primorka, který vyrábí olivový olej a ovocné džusy. V okolí města se nachází rozsáhlé plantáže olivovníků a citrusů. Od roku 1937 sídlí v Baru také centrum pro subtropickou kultivaci plodin. Na území města se nachází celkem čtyři průmyslové zóny (Bar, Polje, Zaljevo, Bartula).
V okolí města Baru se nachází 22 pláží s celkovou délkou 9 km. Šest z nich je chráněných jako přírodní památky. Bar je (stejně jako valná většina černohorského pobřeží) vhodný pro turistiku. Známá je pláž severně od měsa (v lokalitě Šušanj) a dále městská pláž. Turistická sezóna zde trvá od poloviny května do konce října, kdy se teplota mořské vody stále drží na 26 °C. V roce 2010 město Bar navštívilo 142 000 turistů, což z něj činí jednu z hlavních destinací v Černé Hoře.

## Doprava

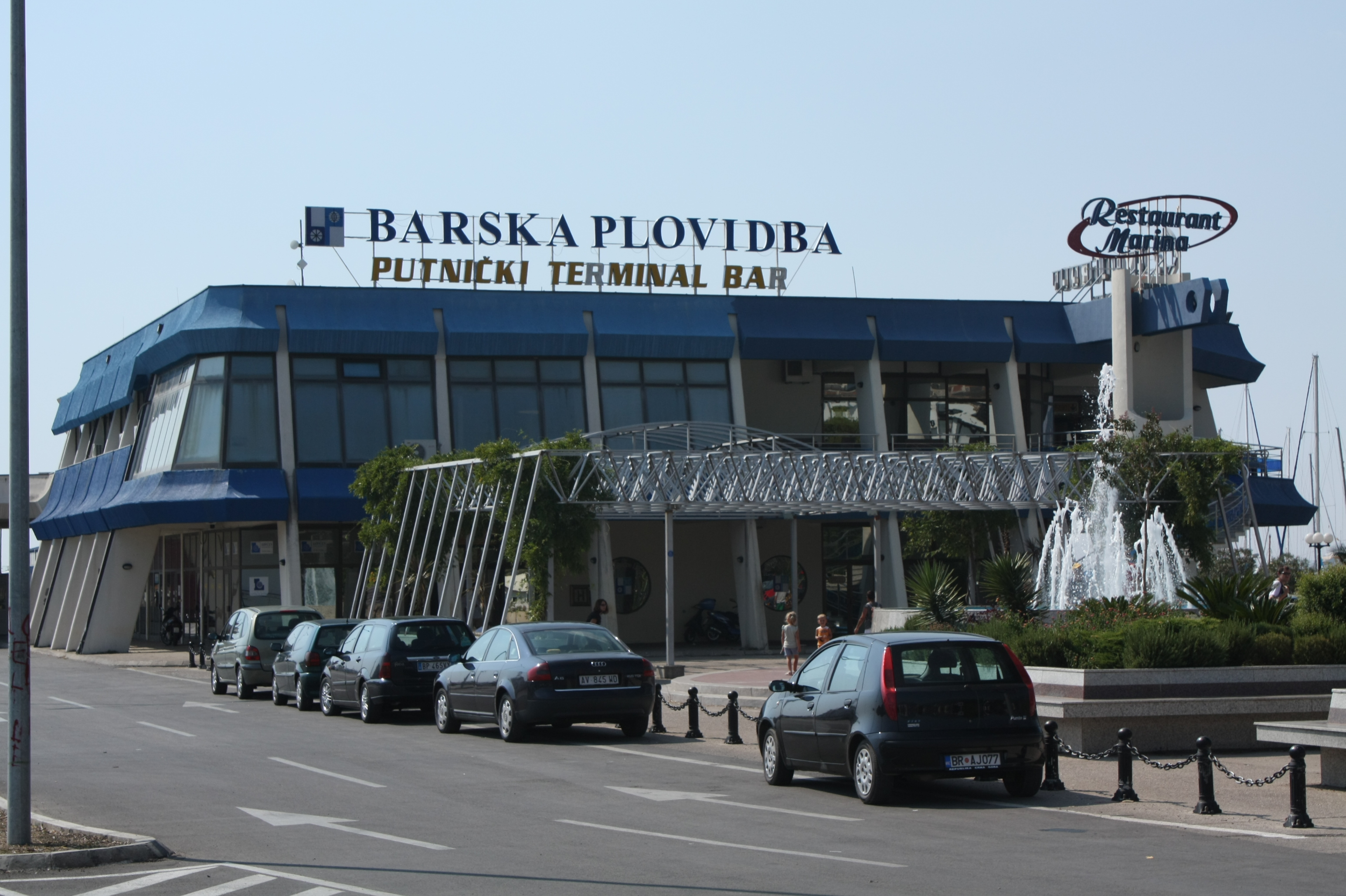
Osobní terminál přístavu v Baru.

Do Baru vede železniční trať z Bělehradu a denně sem přijede mnoho dálkových vlaků z Podgorici a Bělehradu. Trať směřuje do Baru ze severu, obchází centrum města a jeho rovinu a poté končí v barském přístavu. Na území města Baru s výjimkou koncové stanice existuje jen jediná železniční zastávka (Šušanj).
Město nachází také v jižní části bývalé Jadranské magistrály. Prochází ním silniční tah, který vede z města Ulcinj u hranice s Albánií dále na sever k Petrovaci a pohoří Sozina. Výhledově má do Baru směřovat rovněž i dálnice, která sleduje trasu zmíněné železniční tratě.
Z přístavu v Baru vyplouvají trajekty směrem do Itálie, a to do přístavů Bari a Ancona. Nejbližší letiště se nachází ve 40 km vzdálené Podgorici.

## Sport
Ve městě je aktivních okolo padesáti sportovních klubů a organizací. V centru města se nachází Sportovně-rekreační centrum; pro zájemce poté slouží i řada dalších sportovišť, které se nacházejí v několika hotelích nebo školách. Sportovní hala Topolica má kapacitu 2625 míst.
Bar je také znám díky svému šachovému klubu.

## Zdravotnictví
V Baru se nachází nemocnice s kapacitou 169 lůžek.